# Frontières de la République centrafricaine

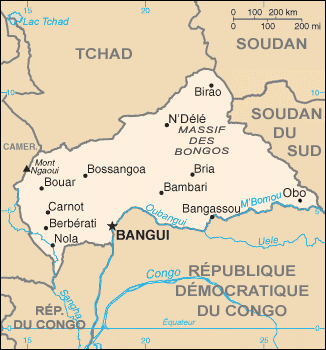
Carte de la République centrafricaine, mettant en évidence ses frontières terrestres avec les pays voisins.

Cet article recense les frontières de la République centrafricaine.

## Frontières

### Frontières terrestres
La République centrafricaine partage des frontières terrestres avec ses 6 pays voisins : le Tchad, le Soudan, le Soudan du Sud, la République du Congo, la République démocratique du Congo et le Cameroun, pour un total de 5 203 km.

### Récapitulatif
Le tableau suivant récapitule l'ensemble des frontières de la République centrafricaine :
| Pays                             | Frontière terrestre (km) | Notes |
| -------------------------------- | ------------------------ | ----- |
| Tchad                            | 1197                     |       |
| Soudan                           | 175                      |       |
| Soudan du Sud                    | 990                      |       |
| République démocratique du Congo | 1577                     |       |
| République du Congo              | 467                      |       |
| Cameroun                         | 797                      |       |
| Total                            | 5 203                    |       |